# Emin Boztepe
Emin Boztepe (født 17. juni 1962) er en amerikansk kampsportsudøver af tyrkisk oprindelse, der havde tysk statsborgerskab forud for naturalisation. Han blev berømt ved hans udfordring af Stormester William Cheung i 1986, og senere ved en udfordring af "the Gracie Familiy", som dog aldrig kom til at ske.
Emin var først elev hos Stormester Keith Kernspecht, men grundet økonomiske vanskeligheder med Kernspecht, tog Emin til Hongkong for at studere hos Leung Ting, hvor han var et prominent medlem indtil 2002, hvor han kom i økonomiske vanskeligheder med Leung Ting, og tog til USA og dannede sin egen WT organisation.

## Udfording af William Cheung
Der er forvirring om hvorfor Emin udfordrede William Cheung. Dog såede Ving Tsun Athletic Assocoation Ltd., tvivl om Williams Cheungs autentitet ved udgivelsen af et brev i Martial Arts Magazine, hvor bestyrelsen [Wong Shun Leung, Leung Ting, Tong Chao Chi, Lok Yiu, Yip Ching, Ho Kam Ming, Siu Yuk Man, Chan Tak Chiu, Tsui Sheung Tim, Koo Sang, Lee Wai Chi, Victor Kan, og Yip Chun], på en pæn måde gav udtryk for at William Cheung var en bedrager.
Wiliam Cheung svarede blandt andet:
All these can be called tricks if you like, but the fact is that I am still "the best Wing Chun Fighter". I dare anyone to prove otherwise.
og
The fact is, that after 36 years of training in Wing Chun, I have the confidence to say that I am the most knowledgeable master in the Wing Chun System and I am the best fighter, and I am willing to prove it to them at any time, anywhere.
Denne udfordring blev taget op af Emin med VTAA Ltd's velsignelse, og en video blev taget af kampen, hvor Emin overbevisende overrumplede den selvudnævnte stormester.